# Puostinniemi
Puostinniemi är en udde i Finland. Den är en del av ön Mussalö och ligger i Kotka och landskapet Kymmenedalen, i den södra delen av landet, 110 km öster om huvudstaden Helsingfors. Puostinniemi ligger på ön Mussalo.
Terrängen inåt land är mycket platt. Havet är nära Puostinniemi söderut.  Närmaste större samhälle är Kotka, 4,4 km nordost om Puostinniemi. 